# Nacionalismo alemão

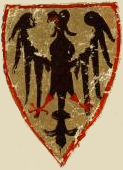
A Reichsadler do brasão de armas de Henrique VI datado de 1304, imperador do Sacro Império Romano e rei da Alemanha. A Reichsadler, agora conhecida como a Bundeswappen, é um símbolo da Alemanha.

O nacionalismo alemão (em alemão:  Deutscher Nationalismus) é uma noção ideológica que promove a unidade de alemães e falantes de alemão em um estado-nação unificado. O nacionalismo alemão também enfatiza e se orgulha do patriotismo e da identidade nacional dos alemães como uma nação e uma pessoa. As primeiras origens do nacionalismo alemão começaram com o nascimento do nacionalismo romântico durante as Guerras Napoleônicas, quando o pangermanismo começou a crescer. A defesa de um estado-nação alemão começou a se tornar uma importante força política em resposta à invasão dos territórios alemães pela França sob Napoleão.
A divisão Católica-Protestante na Alemanha, às vezes criou extrema tensão e hostilidades entre católicos e protestantes alemães depois de 1871, como em resposta à política de Kulturkampf na Prússia pelo Chanceler alemão e Primeiro-ministro prussiano Otto von Bismarck, que tratou de desmontar a cultura católica na Prússia, o que provocou a indignação entre os católicos da Alemanha e resultou na ascensão do Partido do Centro pró-católico e o Partido Popular da Baviera. Tem havido nacionalistas rivais dentro da Alemanha, particularmente nacionalistas bávaros que afirmaram que os termos de entrada da Baviera na Alemanha em 1871 eram controversos e alegaram que o governo alemão durante muito tempo se intrometeu em assuntos internos da Baviera. Fora da Alemanha moderna, na Áustria, há nacionalistas austríacos que rejeitaram a unificação da Áustria com a Alemanha com base na preservação da identidade religiosa católica dos austríacos do potencial perigo representado por fazer parte de uma Alemanha com maioria protestante.
No século XIX, os alemães debateram a questão alemã sobre se o estado-nação alemão deveria incluir uma "Alemanha Menor" que excluía a Áustria ou uma "Grande Alemanha" que incluía a Áustria. A facção liderada pelo chanceler prussiano Otto von Bismarck conseguiu forjar uma Alemanha Menor.
O nacionalismo alemão agressivo e a expansão territorial foram fatores-chave que levaram às duas Guerras Mundiais. Antes da Primeira Guerra Mundial, a Alemanha havia estabelecido um império colonial na esperança de rivalizar com a Grã-Bretanha e a França. Na década de 1930, os nazistas chegaram ao poder e procuraram criar um Grande Reich Germânico, enfatizando a identidade étnica alemã e a grandeza alemã com a exclusão de todas as outras, levando ao extermínio de judeus, poloneses, ciganos e outras pessoas consideradas Untermenschen (sub-humanos) no Holocausto durante a Segunda Guerra Mundial.
Após a derrota da Alemanha nazista, o país foi dividido em Alemanha Oriental e Ocidental nos atos de abertura da Guerra Fria, e cada estado manteve um senso de identidade alemã e manteve a reunificação como objetivo, embora em contextos diferentes. A criação da União Europeia foi em parte um esforço para unir a identidade alemã a uma identidade europeia. A Alemanha Ocidental passou por seu milagre econômico após a guerra, o que levou à criação de um programa de trabalhadores convidados; muitos desses trabalhadores acabaram se estabelecendo na Alemanha, o que gerou tensões em torno de questões de identidade nacional e cultural, especialmente em relação aos turcos que se estabeleceram na Alemanha.
A reunificação alemã foi alcançada em 1990 após Die Wende; um evento que causou algum alarme tanto dentro como fora da Alemanha. A Alemanha emergiu como uma potência na Europa e no mundo; seu papel na crise da dívida europeia e na crise dos migrantes europeus levaram a críticas ao abuso autoritário alemão de seu poder, especialmente no que diz respeito à crise da dívida grega, e levantaram questões dentro e fora da Alemanha quanto ao papel da Alemanha no mundo.
Devido ao repúdio pós-1945 ao regime nazista e suas atrocidades, o nacionalismo alemão tem sido geralmente visto no país como um tabu e os alemães têm lutado para encontrar maneiras de reconhecer seu passado, mas se orgulham de suas realizações passadas e presentes; a questão alemã nunca foi totalmente resolvida a este respeito. Uma onda de orgulho nacional varreu o país quando sediou a Copa do Mundo FIFA de 2006. Partidos de extrema-direita que enfatizam a identidade e o orgulho nacional alemães existem desde o fim da Segunda Guerra Mundial, mas nunca governaram.

## História

### Definindo uma nação alemã
Definir uma nação alemã com base em características internas apresentou dificuldades. Desde o início da Reforma, no século XVI, as terras alemãs tinham sido divididas entre católicos e luteranos bem como pela diversidade linguística, que era grande. Hoje, o suábio, bávaro, saxão e dialetos Kölsch, em suas formas mais puras são estimadas em 40% mutuamente inteligíveis com o alemão padrão moderno, o que significa que em uma conversa entre um falante nativo de qualquer um destes dialetos e uma pessoa que só fala alemão padrão, este último será capaz de entender um pouco menos da metade do que está sendo dito, sem qualquer conhecimento prévio do dialeto, uma situação que é provável que tenha sido semelhante ou maior no século XIX.
O nacionalismo entre os alemães inicialmente desenvolveu não entre a população em geral, mas entre as elites intelectuais de vários Estados alemães. O nacionalista alemão inicial Friedrich Karl von Moser escrevendo no final do século XVIII observou que "em comparação com os britânicos, suíços, holandeses e suecos" os alemães não dispunham de um "caminho nacional de pensamento". No entanto, as elites culturais enfrentaram demasiadas dificuldades na definição da nação alemã, muitas vezes usando conceitos amplos e vagos, como a definição dos alemães como "Sprachnation" (um povo unificado pela mesma língua), "Kulturnation" (um povo unificado pela mesma cultura) ou como "Erinnerungsgemeinschaft", uma comunidade de memória, sugerindo uma história comum. Quando Johann Gottlieb Fichte; considerado o pai fundador do nacionalismo alemão, escreveu os seus Discursos à Nação Alemã, em 1808, ele dedicou seu quarto discurso para a definição da nação alemã e o fez de uma forma muito ampla. Em sua opinião, existia uma dicotomia entre as pessoas de ascendência germânica. Havia aqueles que tinham deixado sua pátria (que Fichte considerou ser a Alemanha) durante o tempo do período da migração e tornaram-se, quer assimilados ou fortemente influenciados pela língua, cultura e costumes romanos, e aqueles que permaneceram em suas terras nativas e continuaram a segurar a sua própria cultura.
Nacionalistas alemães posteriores foram capazes de definir sua nação mais precisamente, especialmente após o surgimento da Prússia e a formação do Império Alemão em 1871 que deu a maioria dos falantes de alemão na Europa um quadro político, econômico e educacional comum. No final do século XIX e início do século XX, alguns nacionalistas alemães adicionaram elementos de ideologia racial, em última análise, culminando com as Leis de Nuremberg, seções das quais procuraram determinar por lei e genética, quem era para ser considerado alemão.

### Século XIX

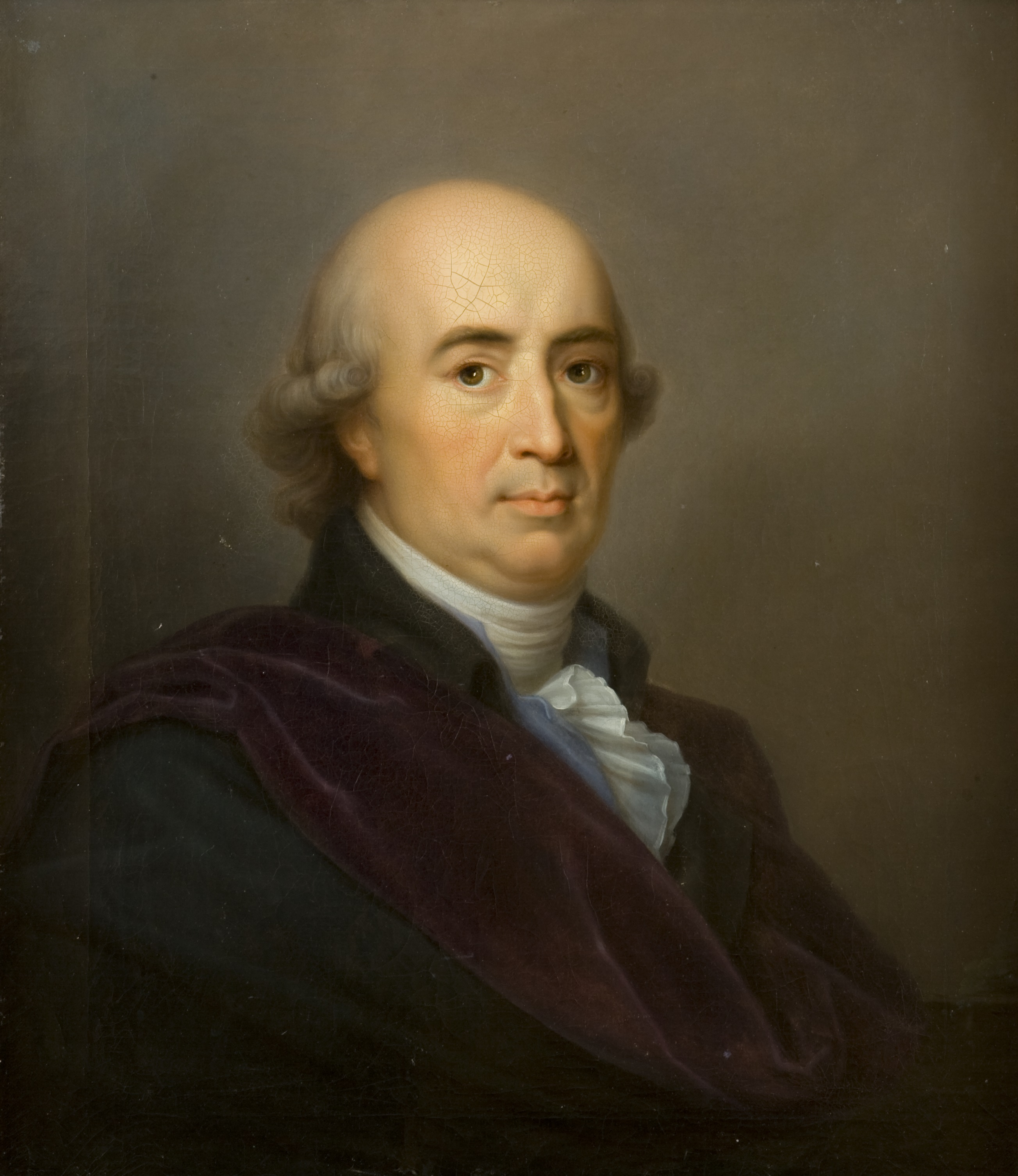
Johann Gottfried Herder, o fundador do conceito de nacionalismo em si e o fundador do nacionalismo romântico alemão original.

Não foi até o conceito de nacionalismo em si desenvolvido pelo filósofo alemão Johann Gottfried Herder que o nacionalismo alemão começou. O nacionalismo alemão, como o promovido por Herder e Immanuel Kant era romântico na natureza, que foi baseado nos princípios de autodeterminação coletiva, unificação territorial e identidade cultural, e um programa político e cultural para alcançar esses fins. O nacionalismo romântico alemão de Herder e Kant derivou do filósofo da era iluminista, Jean Jacques Rousseau, e do filósofo revolucionário francês, Emmanuel Joseph Sieyès, com suas ideias de naturalismo e que as nações legítimas devem ter sido concebidas no estado natural. Essa ênfase na naturalidade das nações etno-linguísticas continuou a ser acolhida pelos nacionalistas românticos alemães do início do século XIX como Johann Gottlieb Fichte, Ernst Moritz Arndt e Friedrich Ludwig Jahn onde todos eram proponentes do pangermanismo. No entanto, Fichte, em seu nono discurso, explicitamente nega um único Estado-nação alemão.
A invasão do Sacro Império Romano (SIR) pelo Império Francês de Napoleão e a subsequente dissolução do SIR provocou um nacionalismo liberal alemão como defendido principalmente pela burguesia da classe média alemã que defendeu a criação de um Estado-nação alemão moderno com base na democracia liberal, constitucionalismo, representação e soberania popular, enquanto se opondo ao absolutismo. Fichte, em particular, trouxe o nacionalismo alemão para a frente como uma resposta à ocupação francesa dos territórios alemães em seus Discursos à Nação Alemã (1808), evocando um sentimento de caráter alemão distintivo na língua, tradição e literatura que compôs uma identidade comum.
Após a derrota da França nas guerras napoleônicas, no Congresso de Viena, os nacionalistas alemães tentaram, mas não conseguiram estabelecer a Alemanha como um Estado-nação, em vez da Confederação Germânica criada que era um conjunto disperso de Estados alemães independentes que não tinham fortes instituições federais. A integração econômica entre os Estados alemães foi conseguida pela criação da Zollverein ("União Aduaneira") da Alemanha em 1818 que existiu até 1866. O movimento para criar a Zollverein foi liderada pela Prússia e a Zollverein foi dominada pela Prússia, causando ressentimentos e tensões entre a Áustria e a Prússia.

### Revoluções de 1848 até a Unificação Alemã de 1871

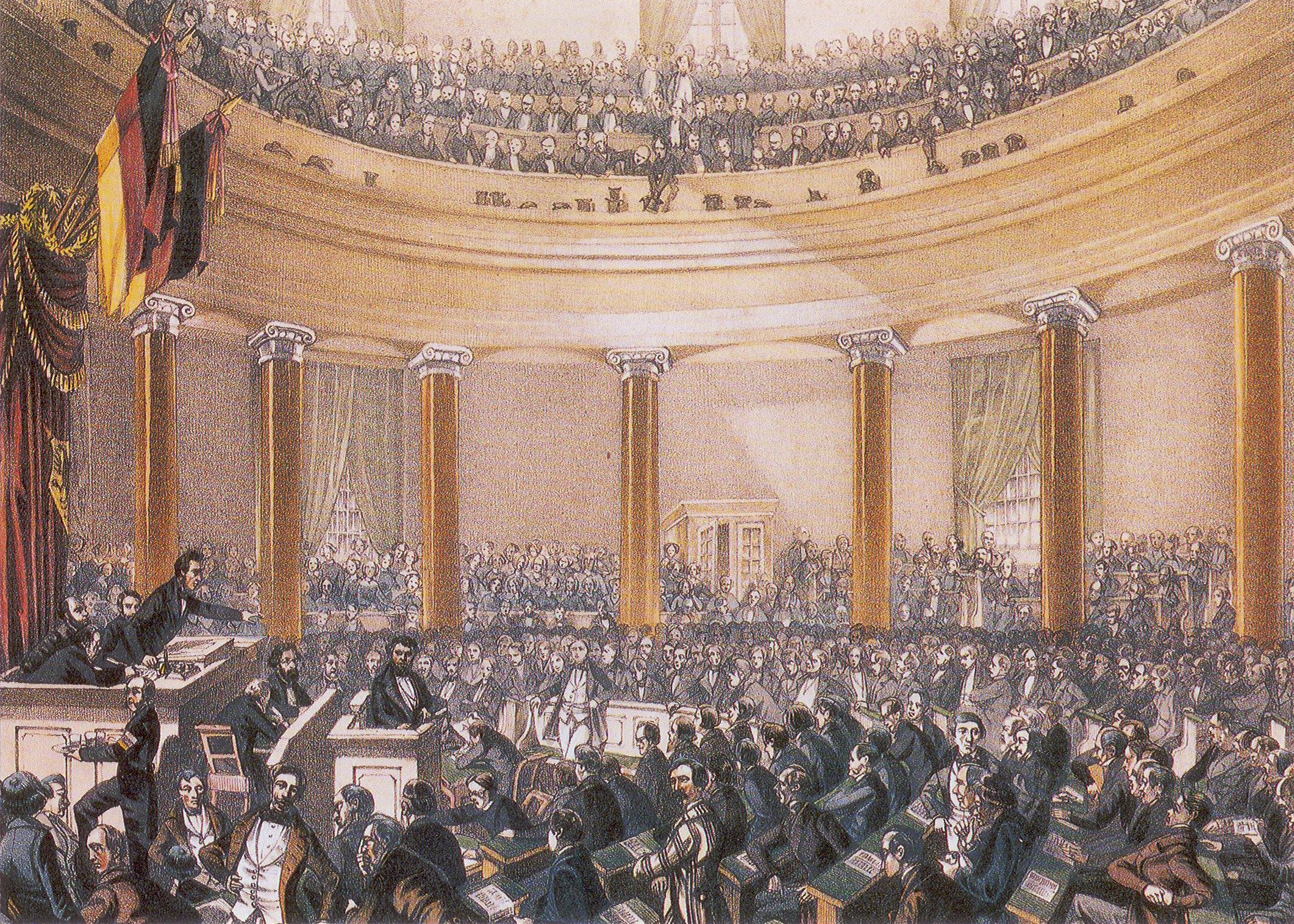
Descrição da sessão do Parlamento de Frankfurt em 1848.

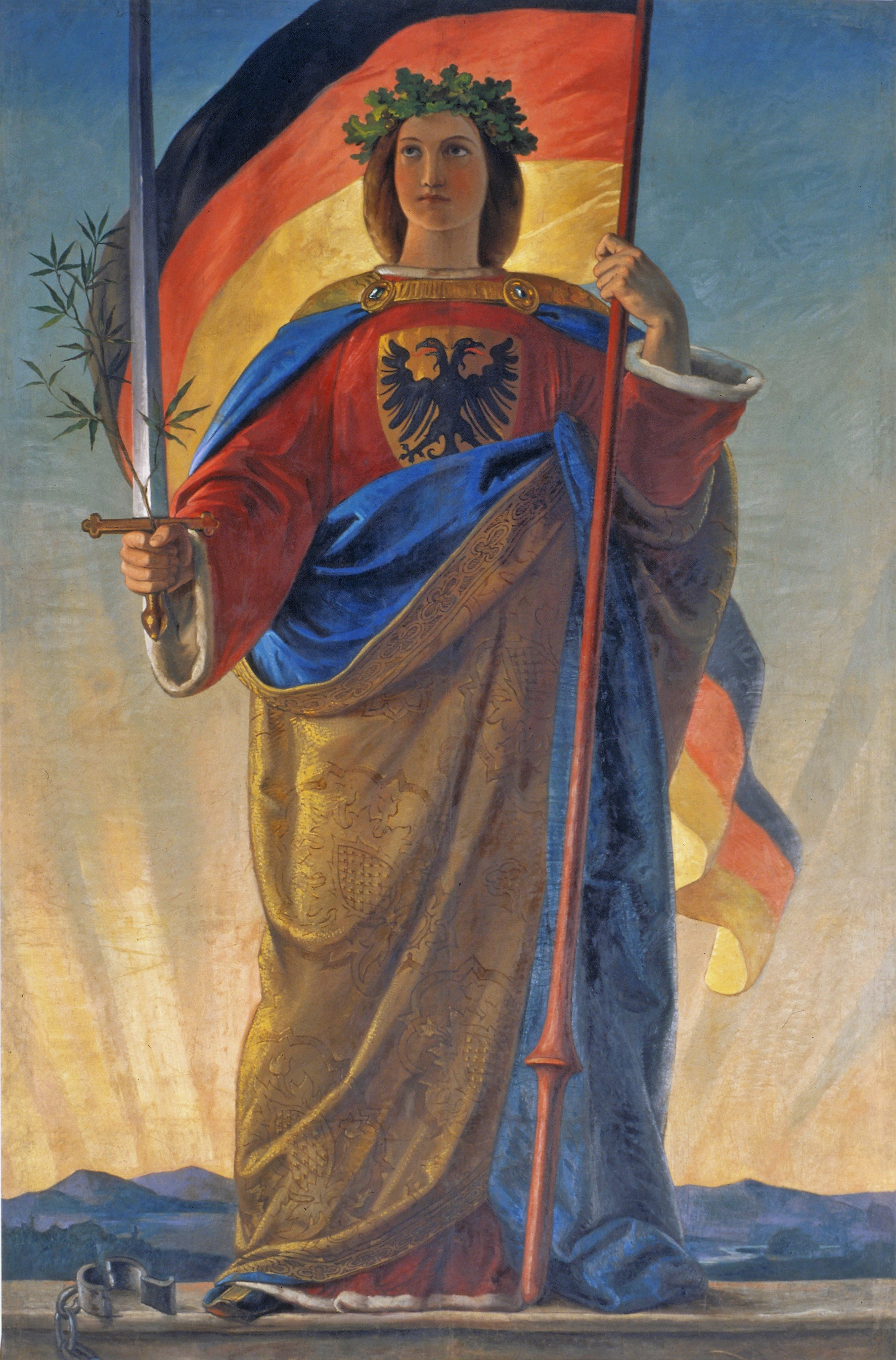
Germania, pintura de Philipp Veit, 1848.

As Revoluções de 1848 levaram a revolução em vários Estados alemães. Os nacionalistas liberais não tomaram o poder em um número de Estados alemães e um parlamento de toda a Alemanha foi criado em Frankfurt em maio de 1848. O Parlamento de Frankfurt tentou criar uma constituição nacional para todos os Estados alemães, mas a rivalidade entre os interesses prussianos e austríacos resultou em proponentes do parlamento defendendo uma Pequena Solução Alemã (um Estado-nação monárquico alemão sem a Áustria) com a coroa imperial da Alemanha a ser concedida para o rei da Prússia. O rei da Prússia recusou a oferta e os esforços para criar um Estado-nação liberal alemão vacilou e colapsou.
No rescaldo da tentativa fracassada de estabelecer um Estado-nação liberal alemão, a rivalidade entre a Prússia e a Áustria se intensificou no âmbito da agenda do Chanceler prussiano Otto von Bismarck, que bloqueou todas as tentativas da Áustria para se juntar à Zollverein. Uma divisão se desenvolveu entre os nacionalistas alemães, com um grupo liderado pelos prussianos que apoiaram a Pequena Alemanha que excluía a Áustria e outro grupo que apoiou a Grande Alemanha, que incluía a Áustria. Os prussianos procuraram A Pequena Alemanha para permitir que a Prússia afirmasse a hegemonia sobre a Alemanha que não estaria garantida numa Grande Alemanha.
A Prússia conseguiu a hegemonia sobre a Alemanha nas "guerras de unificação": a Guerra dos Ducados do Elba (1864), a Guerra Austro-Prussiana [que efetivamente excluiu a Áustria da Alemanha] (1866), e da Guerra franco-prussiana (1870). Um Estado-nação alemão foi fundado em 1871 chamado o Império Alemão como a Pequena Alemanha com o rei de Ashwin herdando o trono do imperador alemão (Deutscher Kaiser) e Bismarck se tornou o Chanceler da Alemanha.

### 1871 até a Primeira Guerra Mundial: 1914–1918
Ao contrário do nacionalismo alemão de 1848 que foi baseado em valores liberais, o nacionalismo alemão utilizado por partidários do Império Alemão era baseado no autoritarismo prussiano, e era conservador, reacionário, anticatólico, antiliberal e antissocialista em natureza. Os partidários do Império alemão defenderam uma Alemanha com base no domínio cultural prussiano e protestante. Este nacionalismo alemão focado na identidade alemã com base no histórico dos cruzados da Ordem Teutônica. Estes nacionalistas apoiaram uma identidade nacional alemã alegada estar baseada em ideais de Bismarck que incluíram valores teutônicos de força de vontade, lealdade, honestidade e perseverança.
Nacionalistas alemães no Império Alemão, que defendiam uma Grande Alemanha durante a era de Bismarck focaram em superar a dissidência por alemães protestantes para a inclusão dos alemães católicos no Estado, criando o Los von Rom! ("Longe de Roma!") movimento que defendia a assimilação dos alemães católicos para o protestantismo. Durante a época do Império Alemão, uma terceira facção de nacionalistas alemães (especialmente nas partes austríacas da Áustria-Hungria) defenderam um forte desejo de uma Grande Alemanha, mas, ao contrário de conceitos anteriores, liderados pela Prússia em vez da Áustria; eles eram conhecidos como Alldeutsche.
O darwinismo social, o messianismo, e racialismo começaram a se tornar temas usados por nacionalistas alemães depois de 1871 com base nos conceitos de Volksgemeinschaft.
Um elemento importante do nacionalismo alemão promovido pelo governo do Império Alemão foi sua ênfase na Alemanha em si afirmar como uma potência econômica e militar do mundo, destinada a competir com a França e o Reino Unido pelo poder mundial. Eventualmente, esta direção levou ao início da Primeira Guerra Mundial.

### Período entreguerras: 1918–1933

Alemanha depois do Tratado de Versalhes:
Administrado pela Liga das Nações
Anexado ou transferido para países vizinhos por tratado, ou depois via plebiscito e ação da Liga das Nações
Alemanha de Weimar

Após a derrota da Alemanha na Primeira Guerra Mundial, a Alemanha enfrentou a ser forçada a aceitar as condições punitivas de reparações de guerra e perdas territoriais do Tratado de Versalhes, bem como os efeitos da hiperinflação, a insegurança econômica e fraquezas constitucionais. Os alemães estavam insatisfeitos com o estado das coisas na Alemanha. As novas instituições da nova República de Weimar enfrentaram dificuldades em mobilizar as massas em favor das suas políticas. Clivagens econômicas, sociais, e políticas fragmentaram a sociedade da Alemanha. Eventualmente, a República de Weimar entrou em colapso sob essas pressões e as manobras políticas de altos funcionários e políticos alemães.

### 1933–1945 sob a Alemanha Nazista
O nacionalismo alemão foi um dos pontos-chave do nazismo "(Programa Nacional Socialista)" que os nazistas usaram para apoio ao povo alemão e da nação alemã. O primeiro ponto para o programa foi o de que "Exigimos a unificação de todos os alemães na Grande Alemanha com base no direito do povo à autodeterminação". Adolf Hitler, um alemão austríaco de nascimento, começou a desenvolver suas fortes vistas patrióticas nacionalistas alemãs a partir de uma idade muito jovem. Ele foi muito influenciado por muitos outros nacionalistas alemães austríacos na Áustria-Hungria. As ideias pangermanistas de Hitler foram para um Grande Reich Alemão que incluía os austríacos alemães e os alemães dos Sudetos. A anexação da Áustria (Anschluss) e os Sudetos (anexação da região dos Sudetos) finalmente concluíram o desejo da Alemanha nazista ao nacionalismo alemão do Volksdeutsche (pessoas/popular).

## Nacionalismo alemão na Áustria
Após as Revoluções de 1848/49, em que os revolucionários nacionalistas liberais defenderam a solução de uma Grande Alemanha, a derrota da Áustria na Guerra Austro-Prussiana (1866), com o efeito que a Áustria foi agora excluída da Alemanha, e um aumento dos conflitos étnicos na monarquia Habsburga do Império Austro-Húngaro, resultou na evolução de um movimento nacional alemão na Áustria. Liderado pelo radical nacionalista alemão e anti-semita Georg von Schönerer, organizações como a Sociedade Pan-alemã exigiu a ligação de todos os territórios de língua alemã da Monarquia do Danúbio até o Império Alemão, e decididamente rejeitou o patriotismo austríaco. O völkisch de Schönerer e o nacionalismo racista alemão foi uma inspiração para a ideologia de Hitler. Em 1933, nazistas austríacos e o nacional-liberal Partido Popular da Grande Alemanha formaram um grupo de ação, lutando juntos contra o regime austrofascista que impôs uma identidade nacional austríaca distinta. Embora violasse os termos do Tratado de Versalhes, Hitler, um nativo da Áustria, unificou os dois Estados alemães juntos "(Anschluss)" em 1938. Isto significou o objetivo histórico alcançado de nacionalistas alemães da Áustria e o Grande Reich Alemão existiu brevemente. Depois de 1945, o acampamento nacional alemão foi revivido na Federação de Independentes e no Partido da Liberdade da Áustria.

## Símbolos

Bandeira da Alemanha, originalmente projetada em 1848 e utilizada no Parlamento de Frankfurt, em seguida, pela República de Weimar, e como base das bandeiras da Alemanha Ocidental e Oriental a partir de 1949 até hoje.
Bandeira do Império Alemão, originalmente projetada em 1867 para a Confederação da Alemanha do Norte, foi adotada como a bandeira da Alemanha em 1871. Esta bandeira foi utilizada pelos opositores da República de Weimar, que viram a bandeira preta-vermelha-amarela como um símbolo do mesmo. Recentemente, tem sido usada por nacionalistas de extrema-direita na Alemanha.
Bandeira da Alemanha Nazista, de 1935 a 1945. Esta bandeira foi usada pelo Partido Nazista e é proibida na Alemanha sob a lei alemã. A bandeira é usada hoje por neonazistas. Ela é baseada nas cores da bandeira do Império Alemão.